# Didymocarpus mengtze
Didymocarpus mengtze är en tvåhjärtbladig växtart som beskrevs av William Wright Smith. Didymocarpus mengtze ingår i släktet Didymocarpus och familjen Gesneriaceae. Inga underarter finns listade i Catalogue of Life.